# Villamiroglio
Villamiroglio är en ort och kommun i provinsen Alessandria i regionen Piemonte i Italien. Kommunen hade 306 invånare (2018).